# Discografia dei Journey
La seguente è una discografia comprensiva del gruppo musicale statunitense Journey.

## Album

### Album in studio
| Anno                                                                                               | Titolo                                                                           | Classifiche | Classifiche | Classifiche | Classifiche | Classifiche | Classifiche | Classifiche | Classifiche | Classifiche | Classifiche | Certificazioni                                 |
| Anno                                                                                               | Titolo                                                                           | US          | CAN         | GER         | JPN         | NLD         | NOR         | NZ          | SWE         | SWI         | UK          | Certificazioni                                 |
| -------------------------------------------------------------------------------------------------- | -------------------------------------------------------------------------------- | ----------- | ----------- | ----------- | ----------- | ----------- | ----------- | ----------- | ----------- | ----------- | ----------- | ---------------------------------------------- |
| 1975                                                                                               | Journey - Pubblicazione: 1 aprile 1975 - Etichetta: Columbia Records             | 138         | —           | —           | 72          | —           | —           | —           | —           | —           | —           |                                                |
| 1976                                                                                               | Look into the Future - Pubblicazione: gennaio 1976 - Etichetta: Columbia Records | 100         | —           | —           | 58          | —           | —           | —           | —           | —           | —           |                                                |
| 1977                                                                                               | Next - Pubblicazione: 9 febbraio 1977 - Etichetta: Columbia Records              | 85          | —           | —           | —           | —           | —           | —           | 47          | —           | —           |                                                |
| 1978                                                                                               | Infinity - Pubblicazione: 20 gennaio 1978 - Etichetta: Columbia Records          | 21          | 22          | —           | —           | —           | —           | —           | 37          | —           | —           | - CAN: Oro - US: 3× Platino                    |
| 1979                                                                                               | Evolution - Pubblicazione: 5 aprile 1979 - Etichetta: Columbia Records           | 20          | 37          | —           | 70          | —           | —           | —           | 36          | —           | 100         | - CAN: Oro - US: 3× Platino                    |
| 1980                                                                                               | Departure - Pubblicazione: 23 marzo 1980 - Etichetta: Columbia Records           | 8           | 48          | —           | 61          | —           | —           | —           | —           | —           | —           | - US: 3× Platino                               |
| 1981                                                                                               | Escape - Pubblicazione: 31 luglio 1981 - Etichetta: Columbia Records             | 1           | 6           | 49          | 26          | —           | —           | 36          | —           | —           | 32          | - CAN: 3× Platino - JPN: Oro - US: Diamante    |
| 1983                                                                                               | Frontiers - Pubblicazione: 22 febbraio 1983 - Etichetta: Columbia Records        | 2           | 10          | 30          | 3           | —           | 12          | —           | 21          | —           | 6           | - CAN: Platino - JPN: Platino - US: 6× Platino |
| 1986                                                                                               | Raised on Radio - Pubblicazione: 27 maggio 1986 - Etichetta: Columbia Records    | 4           | 39          | 53          | 4           | 49          | —           | —           | 16          | 26          | 22          | - CAN: Oro - JPN: Oro - US: 2× Platino         |
| 1996                                                                                               | Trial by Fire - Pubblicazione: 22 ottobre 1996 - Etichetta: Columbia Records     | 3           | 16          | 62          | 6           | 89          | —           | —           | 24          | —           | 84          | - CAN: Oro - JPN: Oro - US: Platino            |
| 2001                                                                                               | Arrival - Pubblicazione: 3 aprile 2001 - Etichetta: Columbia Records             | 56          | —           | 75          | 19          | —           | —           | —           | —           | —           | —           |                                                |
| 2005                                                                                               | Generations - Pubblicazione: 4 ottobre 2005 - Etichetta: Sanctuary Records       | 170         | —           | 70          | 20          | —           | —           | —           | 39          | —           | —           |                                                |
| 2008                                                                                               | Revelation - Pubblicazione: 3 giugno 2008 - Etichetta: Frontiers Records         | 5           | —           | 35          | 17          | 51          | —           | —           | 28          | 89          | 68          | - US: Platino                                  |
| 2011                                                                                               | Eclipse - Pubblicazione: 24 maggio 2011 - Etichetta: Frontiers Records           | 13          | —           | 14          | 19          | 44          | —           | —           | 24          | 24          | 33          |                                                |
| "—" indica una pubblicazione che non si è classificata o che non è stata pubblicata in quel Paese. |                                                                                  |             |             |             |             |             |             |             |             |             |             |                                                |

### Raccolte
| Anno                                                                                               | Titolo                                                                                             | Classifiche | Classifiche | Classifiche | Classifiche | Classifiche | Classifiche | Certificazioni                                            |
| Anno                                                                                               | Titolo                                                                                             | US          | CAN         | JPN         | NOR         | SWE         | UK          | Certificazioni                                            |
| -------------------------------------------------------------------------------------------------- | -------------------------------------------------------------------------------------------------- | ----------- | ----------- | ----------- | ----------- | ----------- | ----------- | --------------------------------------------------------- |
| 1980                                                                                               | In the Beginning - Pubblicazione: gennaio 1980 - Etichetta: Columbia Records                       | 152         | —           | —           | —           | —           | —           |                                                           |
| 1988                                                                                               | Greatest Hits - Pubblicazione: 15 novembre 1988 - Etichetta: Columbia Records                      | 10          | 8           | 32          | 30          | 20          | 12          | - CAN: Oro - IRL: Platino - UK: Platino - US: 18× Platino |
| 1992                                                                                               | Time3 - Pubblicazione: 1º dicembre 1992 - Etichetta: Columbia Records                              | 90          | —           | —           | —           | —           | —           | - US: Oro                                                 |
| 2001                                                                                               | The Journey Continues - Pubblicazione: 6 marzo 2001 - Etichetta: Columbia Records                  | —           | —           | 48          | —           | —           | —           |                                                           |
| 2001                                                                                               | The Essential Journey - Pubblicazione: 16 ottobre 2001 - Etichetta: Columbia Records               | 47          | —           | —           | —           | —           | —           | - US: 2× Platino                                          |
| 2004                                                                                               | Open Arms: Greatest Hits - Pubblicazione: 19 maggio 2004 - Etichetta: Sony Music                   | —           | —           | 44          | —           | —           | —           |                                                           |
| 2009                                                                                               | Don't Stop Believin': The Best of Journey - Pubblicazione: 12 ottobre 2009 - Etichetta: Sony Music | —           | —           | —           | —           | —           | 73          | - UK: Oro                                                 |
| 2011                                                                                               | Greatest Hits 2 - Pubblicazione: 1º novembre 2011 - Etichetta: Sony Music                          | 93          | —           | —           | —           | —           | —           | - US: Oro                                                 |
| "—" indica una pubblicazione che non si è classificata o che non è stata pubblicata in quel Paese. | |             |             |             |             |             |             |                                                           |

### Album dal vivo
| Anno                                                                                               | Titolo                                                                                              | Classifiche | Classifiche | Classifiche | Classifiche | Certificazioni   |
| Anno                                                                                               | Titolo                                                                                              | US          | CAN         | JPN         | UK          | Certificazioni   |
| -------------------------------------------------------------------------------------------------- | --------------------------------------------------------------------------------------------------- | ----------- | ----------- | ----------- | ----------- | ---------------- |
| 1981                                                                                               | Captured - Pubblicazione: febbraio 1981 - Etichetta: Columbia Records                               | 9           | 9           | 75          | —           | - US: 2× Platino |
| 1998                                                                                               | Greatest Hits Live - Pubblicazione: 24 marzo 1998 - Etichetta: Columbia Records                     | 79          | —           | 40          | —           | - US: Platino    |
| 2006                                                                                               | Live in Houston 1981: The Escape Tour - Pubblicazione: 16 maggio 2006 - Etichetta: Columbia Records | —           | —           | 97          | —           |                  |
| "—" indica una pubblicazione che non si è classificata o che non è stata pubblicata in quel Paese. | |             |             |             |             |                  |

### Colonne sonore
| Anno | Titolo                                                                             | Classifiche | Classifiche | Classifiche |
| Anno | Titolo                                                                             | US          | JPN         | UK          |
| ---- | ---------------------------------------------------------------------------------- | ----------- | ----------- | ----------- |
| 1980 | Dream, After Dream - Pubblicazione: 10 dicembre 1980 - Etichetta: Columbia Records | —           | —           | —           |

## Extended play
| Anno | Titolo                                                                 | Classifiche | Classifiche | Classifiche |
| Anno | Titolo                                                                 | US          | JPN         | UK          |
| ---- | ---------------------------------------------------------------------- | ----------- | ----------- | ----------- |
| 2002 | Red 13 - Pubblicazione: 26 novembre 2002 - Etichetta: Columbia Records | —           | 88          | —           |

## Singoli
| 1975                                                                                               | To Play Some Music                    | —  | —  | —  | —  | —  | —  | — | —  | —  | —  | —  |                                                              | Journey              |
| 1976                                                                                               | On a Saturday Night                   | —  | —  | —  | —  | —  | —  | — | —  | —  | —  | —  |                                                              | Look into the Future |
| 1976                                                                                               | She Makes Me (Feel Alright)           | —  | —  | —  | —  | —  | —  | — | —  | —  | —  | —  |                                                              | Look into the Future |
| 1977                                                                                               | Spaceman                              | —  | —  | —  | —  | —  | —  | — | —  | —  | —  | —  |                                                              | Next                 |
| 1978                                                                                               | Wheel in the Sky                      | 57 | —  | —  | 45 | —  | —  | — | —  | —  | —  | —  | - US: 2× Platino                                             | Infinity             |
| 1978                                                                                               | Anytime                               | 83 | —  | —  | —  | —  | —  | — | —  | —  | —  | —  |                                                              | Infinity             |
| 1978                                                                                               | Lights                                | 68 | —  | —  | —  | —  | —  | — | —  | —  | —  | —  | - US: 2× Platino                                             | Infinity             |
| 1979                                                                                               | Just the Same Way                     | 58 | —  | —  | 80 | —  | —  | — | —  | —  | —  | —  |                                                              | Evolution            |
| 1979                                                                                               | Lovin', Touchin', Squeezin'           | 16 | —  | —  | 12 | —  | —  | — | —  | 37 | —  | —  | - US: 2× Platino                                             | Evolution            |
| 1980                                                                                               | Too Late                              | 70 | —  | —  | —  | —  | —  | — | —  | —  | —  | —  |                                                              | Evolution            |
| 1980                                                                                               | Any Way You Want It                   | 23 | —  | —  | 50 | —  | —  | — | —  | —  | —  | —  | - UK: Oro - US: 4× Platino                                   | Departure            |
| 1980                                                                                               | Walks Like a Lady                     | 32 | —  | —  | 31 | —  | —  | — | —  | —  | —  | —  |                                                              | Departure            |
| 1980                                                                                               | Good Morning Girl/Stay Awhile         | 55 | —  | —  | —  | —  | —  | — | —  | —  | —  | —  |                                                              | Departure            |
| 1981                                                                                               | The Party's Over (Hopelessly in Love) | 34 | 2  | —  | 33 | —  | —  | — | —  | —  | —  | —  |                                                              | Captured             |
| 1981                                                                                               | Dixie Highway                         | —  | 30 | —  | —  | —  | —  | — | —  | —  | —  | —  |                                                              | Captured             |
| 1981                                                                                               | Who's Crying Now                      | 4  | 4  | 14 | 3  | —  | 4  | — | —  | —  | —  | 46 | - US: 2× Platino                                             | Escape               |
| 1981                                                                                               | Stone in Love                         | —  | 13 | —  | —  | —  | —  | — | —  | —  | —  | —  | - US: Platino                                                | Escape               |
| 1981                                                                                               | Don't Stop Believin'                  | 9  | 8  | —  | 2  | —  | —  | 4 | 50 | —  | 25 | 6  | - ITA: Platino - MEX: Oro - UK: 6× Platino - US: 18× Platino | Escape               |
| 1982                                                                                               | Open Arms                             | 2  | 35 | 7  | 2  | —  | —  | — | —  | 49 | —  | —  | - CAN: Oro - US: 4× Platino                                  | Escape               |
| 1982                                                                                               | Still They Ride                       | 19 | 47 | 37 | —  | —  | —  | — | —  | —  | —  | —  |                                                              | Escape               |
| 1983                                                                                               | Separate Ways (Worlds Apart)          | 8  | 1  | —  | 11 | —  | 50 | — | —  | —  | —  | —  | - UK: Argento - US: 4× Platino                               | Frontiers            |
| 1983                                                                                               | Faithfully                            | 12 | —  | 24 | 35 | —  | —  | — | —  | —  | —  | —  | - US: 6× Platino                                             | Frontiers            |
| 1983                                                                                               | After the Fall                        | 23 | 30 | —  | —  | —  | —  | — | —  | —  | —  | —  |                                                              | Frontiers            |
| 1983                                                                                               | Send Her My Love                      | 23 | —  | 27 | —  | —  | —  | — | —  | —  | —  | —  | - US: Oro                                                    | Frontiers            |
| 1986                                                                                               | Be Good to Yourself                   | 9  | 2  | —  | 43 | —  | —  | — | —  | —  | —  | 90 |                                                              | Raised on Radio      |
| 1986                                                                                               | Suzanne                               | 17 | 11 | —  | 87 | —  | —  | — | —  | —  | —  | —  |                                                              | Raised on Radio      |
| 1986                                                                                               | Girl Can't Help It                    | 17 | 9  | —  | 60 | —  | —  | — | —  | —  | —  | —  | - US: Oro                                                    | Raised on Radio      |
| 1986                                                                                               | Raised on Radio                       | —  | 27 | —  | —  | —  | —  | — | —  | —  | —  | —  |                                                              | Raised on Radio      |
| 1987                                                                                               | I'll Be Alright Without You           | 14 | 26 | 7  | 57 | —  | —  | — | —  | —  | —  | —  | - US: Oro                                                    | Raised on Radio      |
| 1987                                                                                               | Why Can't This Night Go on Forever    | 60 | —  | 24 | —  | —  | —  | — | —  | —  | —  | —  |                                                              | Raised on Radio      |
| 1993                                                                                               | Lights (Live)                         | 74 | —  | 30 | —  | —  | —  | — | —  | —  | —  | —  |                                                              | Time3                |
| 1993                                                                                               | Natural Thing                         | —  | 32 | —  | —  | —  | —  | — | —  | —  | —  | —  |                                                              | Time3                |
| 1996                                                                                               | When You Love a Woman                 | 12 | —  | 1  | 3  | 78 | 6  | — | —  | —  | —  | —  | - US: Platino                                                | Trial by Fire        |
| 1996                                                                                               | Message of Love                       | —  | 18 | —  | 36 | —  | 71 | — | —  | —  | —  | —  |                                                              | Trial by Fire        |
| 1996                                                                                               | Can't Tame the Lion                   | —  | 33 | —  | 86 | —  | —  | — | —  | —  | —  | —  |                                                              | Trial by Fire        |
| 1996                                                                                               | If He Should Break Your Heart         | —  | —  | 21 | 13 | —  | —  | — | —  | —  | —  | —  |                                                              | Trial by Fire        |
| 2001                                                                                               | Higher Place                          | —  | —  | —  | —  | —  | —  | — | —  | —  | —  | —  |                                                              | Arrival              |
| 2001                                                                                               | All the Way                           | —  | —  | 22 | —  | —  | —  | — | —  | —  | —  | —  |                                                              | Arrival              |
| 2001                                                                                               | With Your Love                        | —  | —  | —  | —  | —  | —  | — | —  | —  | —  | —  |                                                              | Arrival              |
| 2005                                                                                               | The Place in Your Heart               | —  | —  | —  | —  | —  | —  | — | —  | —  | —  | —  |                                                              | Generations          |
| 2008                                                                                               | After All These Years                 | —  | —  | 9  | —  | —  | —  | — | —  | —  | —  | —  |                                                              | Revelation           |
| 2008                                                                                               | Never Walk Away                       | —  | —  | —  | —  | —  | —  | — | —  | —  | —  | —  |                                                              | Revelation           |
| 2008                                                                                               | Where Did I Lose Your Love            | —  | —  | 19 | —  | —  | —  | — | —  | —  | —  | —  |                                                              | Revelation           |
| 2011                                                                                               | Anything Is Possible                  | —  | —  | 21 | —  | —  | —  | — | —  | —  | —  | —  |                                                              | Eclipse              |
| 2011                                                                                               | City of Hope                          | —  | —  | —  | —  | —  | —  | — | —  | —  | —  | —  |                                                              | Eclipse              |
| 2011                                                                                               | Human Feel                            | —  | —  | —  | —  | —  | —  | — | —  | —  | —  | —  |                                                              | Eclipse              |
| "—" indica una pubblicazione che non si è classificata o che non è stata pubblicata in quel Paese. |                                       |    |    |    |    |    |    |   |    |    |    |    |                                                              |                      |

### Altri singoli
| Anno                                                                                               | Singolo        | Classifiche | Classifiche | Classifiche | Classifiche | Classifiche | Certificazioni | Album di provenienza              |
| Anno                                                                                               | Singolo        | US          | US MR       | CAN         | JPN         | UK          | Certificazioni | Album di provenienza              |
| -------------------------------------------------------------------------------------------------- | -------------- | ----------- | ----------- | ----------- | ----------- | ----------- | -------------- | --------------------------------- |
| 1982                                                                                               | Only Solutions | —           | 22          | —           | —           | —           |                | Tron Original Soundtrack          |
| 1983                                                                                               | Ask the Lonely | —           | 3           | —           | —           | —           |                | Two of a Kind Original Soundtrack |
| 1985                                                                                               | Only the Young | 9           | 3           | 11          | —           | —           | - US: Oro      | Vision Quest Original Soundtrack  |
| "—" indica una pubblicazione che non si è classificata o che non è stata pubblicata in quel Paese. |                |             |             |             |             |             |                |                                   |

## Apparizioni in colonne sonore
| Anno | Titolo                                                                                          |
| ---- | ----------------------------------------------------------------------------------------------- |
| 1980 | Dream, After Dream - (Album interamente composto dai Journey)                                   |
| 1980 | Caddyshack Original Soundtrack - Any Way You Want It (da Departure)                             |
| 1981 | Heavy Metal Original Soundtrack - Open Arms (da Escape)                                         |
| 1982 | Tron Original Soundtrack - Only Solutions - 1990s Theme                                         |
| 1983 | Two of a Kind Original Soundtrack - Ask the Lonely                                              |
| 1983 | Risky Business Original Soundtrack - After the Fall (da Frontiers)                              |
| 1985 | Vision Quest Original Soundtrack - Only the Young                                               |
| 1987 | White Water Summer Original Soundtrack - Be Good to Yourself (da Raised on Radio)               |
| 1987 | North Shore Original Soundtrack - Happy to Give (da Raised on Radio)                            |
| 1998 | Armageddon: The Album (4× Platino) - Remember Me                                                |
| 2003 | Charlie's Angels: Full Throttle Original Soundtrack - Any Way You Want It (da Departure)        |
| 2010 | Tron: Legacy (Original Motion Picture Soundtrack) - Separate Ways (Worlds Apart) (da Frontiers) |

## Videografia

### Album video
| Anno | Titolo                                | Certificazioni   |
| ---- | ------------------------------------- | ---------------- |
| 1984 | Frontiers and Beyond                  |                  |
| 1986 | Raised on Radio                       |                  |
| 2001 | Journey 2001                          | - US: Platino    |
| 2003 | Greatest Hits 1978-1997               | - US: 4× Platino |
| 2005 | Live in Houston 1981: The Escape Tour | - US: Platino    |
| 2009 | Live in Manila                        |                  |

### Video musicali
| Anno | Titolo                             | Regista        |
| ---- | ---------------------------------- | -------------- |
| 1978 | Wheel in the Sky                   |                |
| 1978 | Feeling That Way                   |                |
| 1978 | Lights                             |                |
| 1979 | Just the Same Way                  | Bruce Gowers   |
| 1979 | Lovin', Touchin', Squeezin'        | Bruce Gowers   |
| 1979 | Lovin' You Is Easy                 | Bruce Gowers   |
| 1980 | Any Way You Want It                |                |
| 1981 | Who's Crying Now                   |                |
| 1981 | Stone in Love                      |                |
| 1981 | Don't Stop Believin'               |                |
| 1982 | Open Arms                          |                |
| 1984 | Separate Ways (Worlds Apart)       | Tom Buckholtz  |
| 1984 | Faithfully                         | Phil Tuckett   |
| 1984 | Chain Reaction                     | Tom Buckholtz  |
| 1984 | After the Fall                     | Jessica Scott  |
| 1984 | Send Her My Love                   | Phil Tuckett   |
| 1986 | Be Good to Yourself                |                |
| 1986 | Suzanne                            | Paul Boyington |
| 1986 | Girl Can't Help It                 |                |
| 1986 | Raised on Radio                    |                |
| 1986 | I'll Be Alright Without You        |                |
| 1987 | Why Can't This Night Go On Forever |                |
| 1993 | Lights (live)                      | Tom McQuade    |
| 1996 | When You Love a Woman              | Wayne Isham    |
| 2001 | Higher Place                       |                |
| 2001 | All the Way                        |                |